# Patrick Riedesser

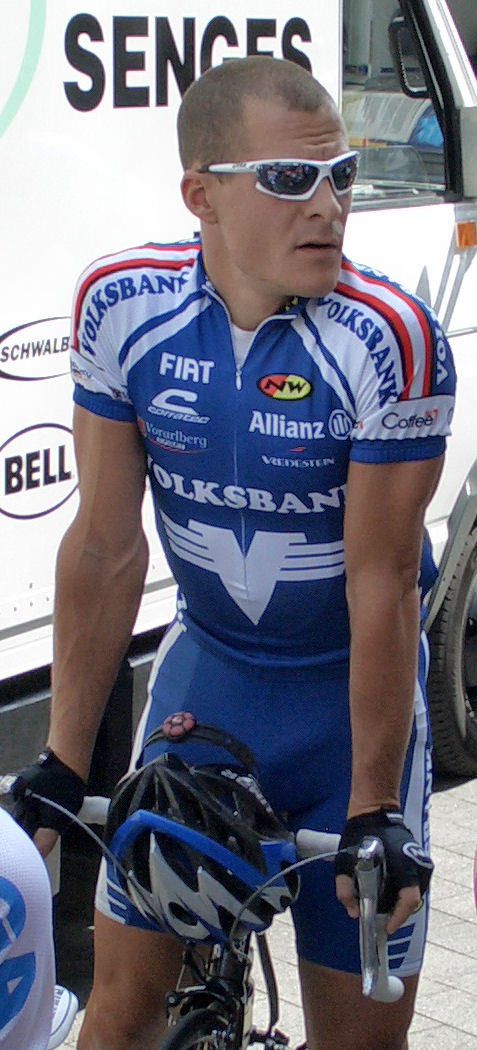
Patrick Riedesser

Patrick Riedesser (* 11. Dezember 1975) ist ein ehemaliger österreichischer Radrennfahrer.

## Leben
Patrick Riedesser begann seine Karriere im Jahr 2000 bei dem Radsport-Team KIA-Villiger Suisse. 2002 wechselte er zu Gericom-Bikedrive und ein Jahr später weiter zu Elk Haus-Sportunion Schrems. In den Jahren 2004 und 2005 fuhr er bei dem Continental Team Apo Sport. Ab 2006 stand der Vorarlberger bei der Vorarlberger Profimannschaft Team Volksbank unter Vertrag, wo er schon 1999, im Gründungsjahr des Teams, fuhr. Im Sommer konnte er das Kriterium Hohenems für sich entscheiden.
2007 erreichte Riedesser als beste Platzierung einen vierten Rang beim Straßenrennen Leonding. Beim Kriterium Rankweil beendete Patrick Riedesser schließlich seine aktive Karriere an derselben Stelle, an der er sie begonnen hatte.

## Teams
- 2000 KIA-Villiger Suisse

- 2002 Gericom-Bikedrive
- 2003 Elk Haus-Sportunion Schrems
- 2004 Hervis-Apo Sport
- 2005 Apo Sport Linz
- 2006 Team Volksbank
- 2007 Team Volksbank